# 寶曼
寶曼（Balmain 法語：[balmɛ̃]）是法國的一個奢侈品牌，由皮埃尔·巴尔曼成立於1945。2016年，它被Mayhoola Investments以5億歐元的價格收購。
皮埃尔·巴尔曼的父親曾經營過布料生意，其母也開過精品店。他在參加完二戰之後，1945年於巴黎開店。

## 外部連接
- NY Magazine profile （页面存档备份，存于）